# フォーカリア属
フォーカリア属（フォーカリアぞく、学：Faucaria）はハマミズナ科に含まれる属の一つ。日本では多肉植物として親しまれている。ファウカリア属とも呼ばれる。近縁種にフェネストラリアやフリチアがある。

## 概要
南アフリカ共和国西部が原産地の多肉植物である。葉はハオルシア属の十二の巻やアストロロバ属の様に分厚く三角形で、幾重にも重なり、表面に白色のコブがあってデコボコしている。葉には内側に反り返った針の様な組織があるため、しばしば怪獣やサメ、エイリアンが口を開けている姿に例えられる。子株が周囲にたくさん生えてくるので、横に大きく広がる一方で、中心部は葉の厚みで盛り上って来るのでドーム状の草姿になる。花色は黄色、山吹色、橙色があり、ハマミズナ科特有のキク科に似た頭花を付け、花弁には光沢が見られる。

## 栽培方法
土壌は水はけの良い土を利用する。多くのメセンの仲間と同じく、寒さには比較的強いが、湿気と暑さにはかなり弱いので高温多湿の日本の夏では根腐れして枯れやすい。寒冷紗で遮光し、断水（一切灌水も施肥もしない）風通しの良い環境で休眠させる。寒さには比較的強いが、降霜に遭うと株が大きく傷むので屋内や温室などで栽培すると良い。一年を通して乾燥気味に育てるのがうまく栽培するための秘訣（ひけつ）である。

## 名称について

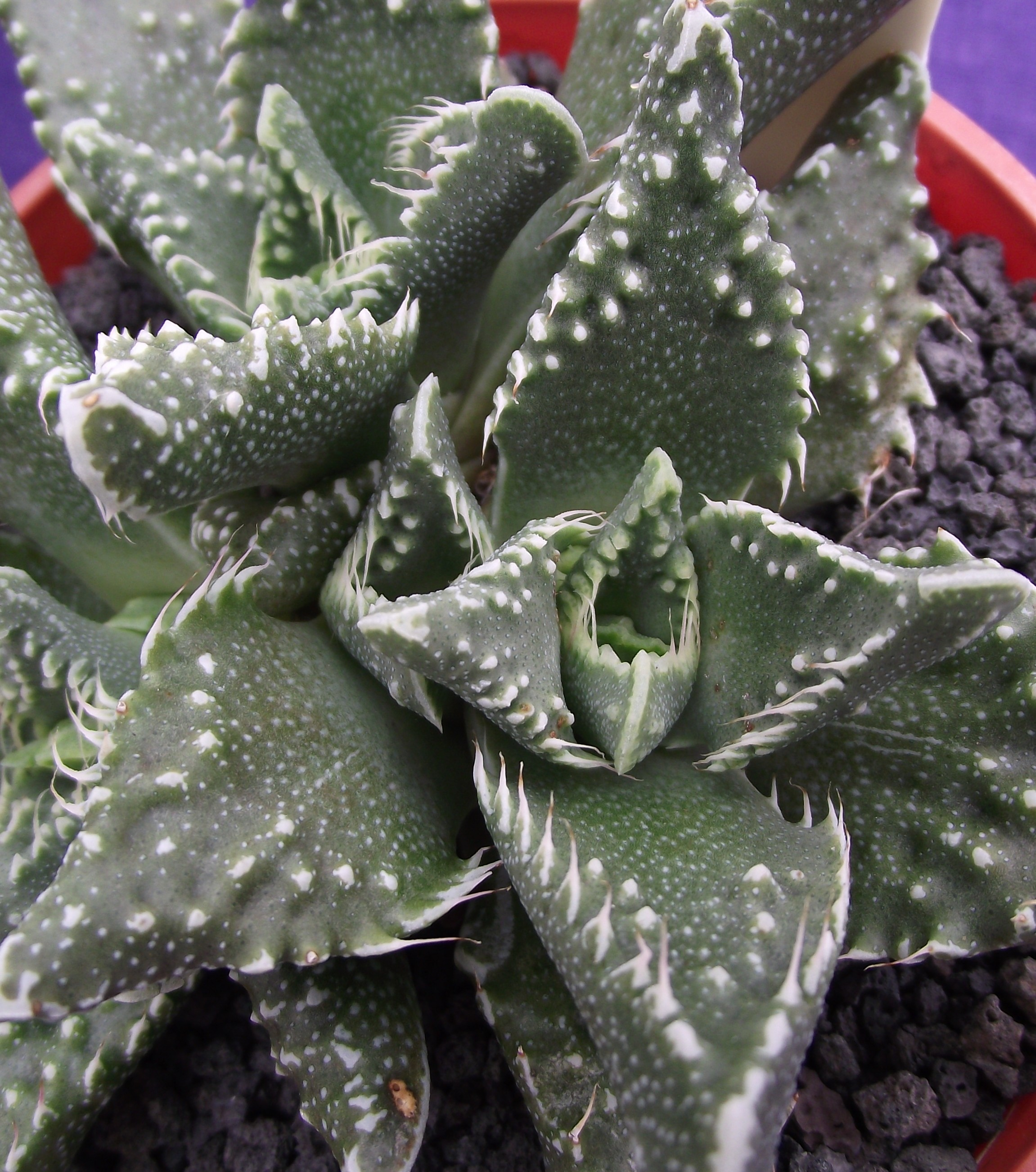
葉縁の突起は動物の歯列の様である。

属名Faucariaのラテン語でFauces「顎」に由来している。本属の種に多く見られる動物が口を大きく開いたような草姿にちなむ。

## 下位分類
本属は20種類程度と多くの亜種、交配種が認められる。本節では栽培され種を掲載する。和名は波にちなんだものが多い。
- 荒波 - あらなみ（Faucaria tuberculosa）
- 巌波 - いわなみ（Faucaria sp.）
- 大笹波 - おおささなみ（Faucaria oaucidens）
- 片男波 - かたおなみ（Faucaria bosscheana）
- 菊波 - きくなみ（Faucaria 'Kikunami'）
- 銀海波 - ぎんかいなみ（Faucaria felina）
- 逆波 - さかなみ（Faucaria lupina）
- 四海波 - しかいなみ（Faucaria tigrina）
- 獅子波 - ししなみ（Faucaria tuberculosa ‘Sisinami’）
- 白波 - しらなみ（Faucaria albidens）
- 大雪渓 - だいせつけい（Faucaria tigrina  ‘Daisetukei’）
- 怒濤 - どとう（Faucaria 'Dotou'）
- 波路 - なみじ（Faucaria subintegra）
- 波頭 - はとう（Faucaria hagfgei）
- 姫波 - ひめなみ（Faucaria longiforia ‘Minima’）
- 星波 - ほしなみ（Faucaria superba）
- 群波 - むれなみ（Faucaria gratiae）
- 雪波 - ゆきなみ（Faucaria candida）

## ギャラリー

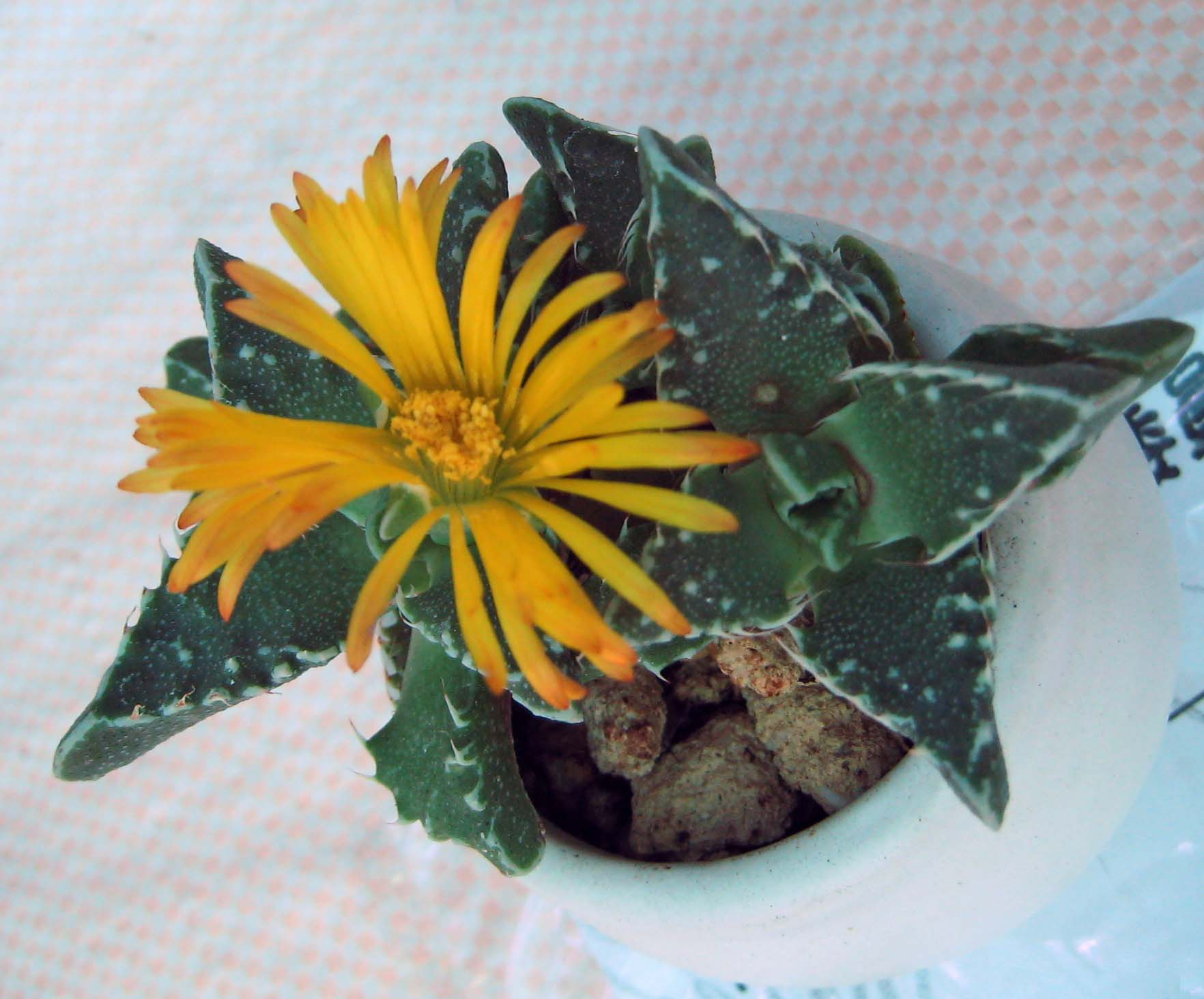
山吹色の花の荒波。
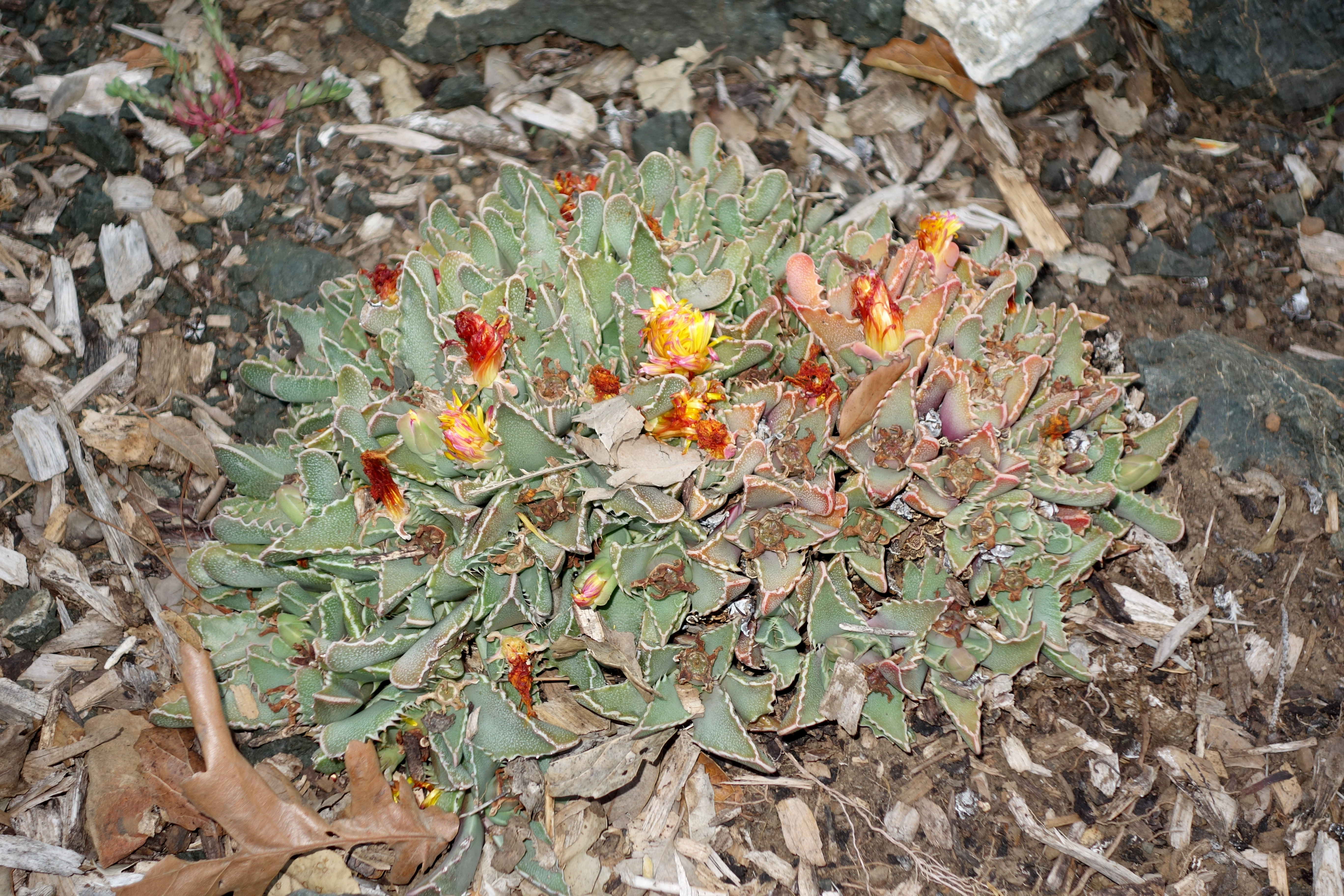
ドーム状に盛り上がった四海波。
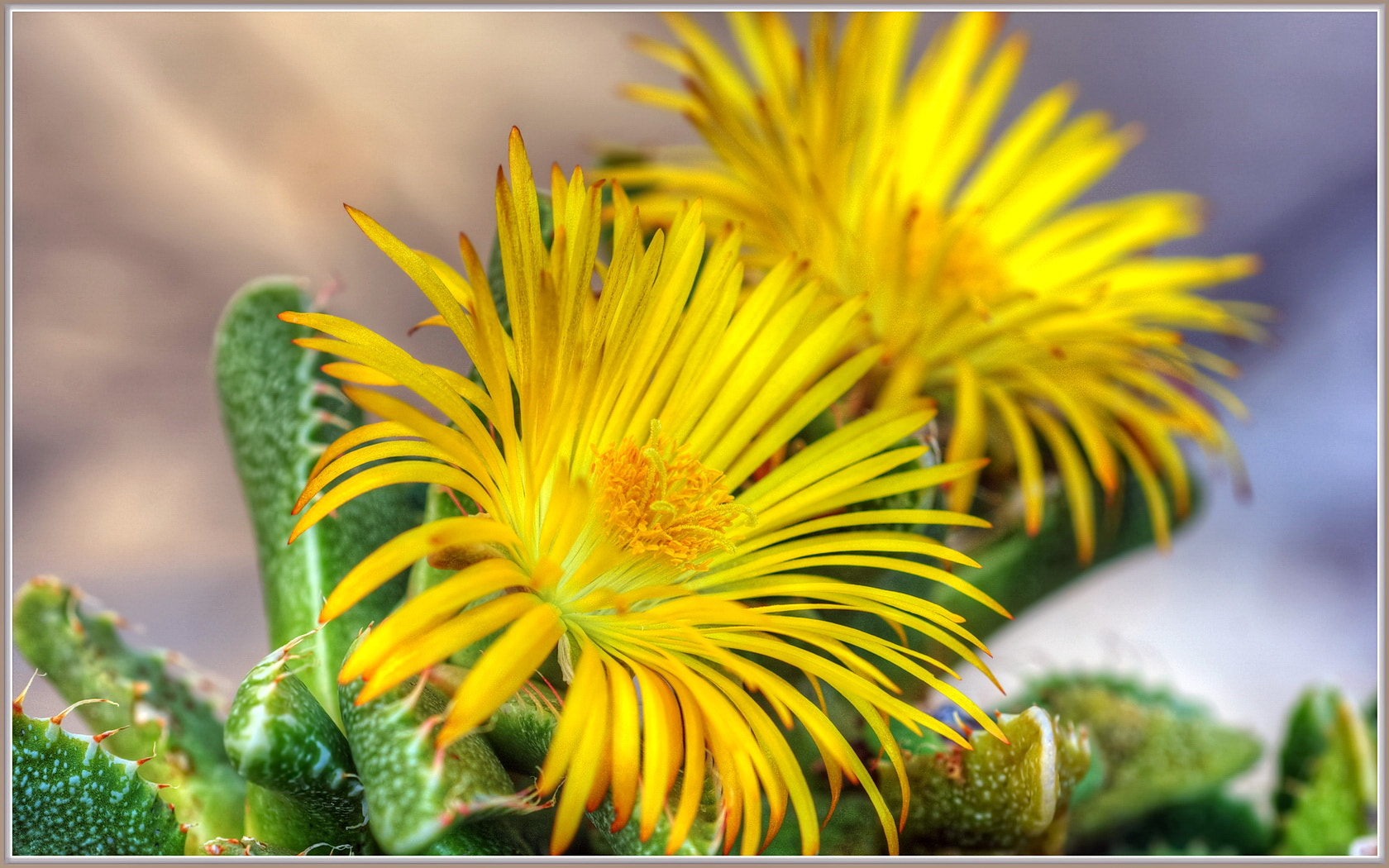
舌状花はやや細い。
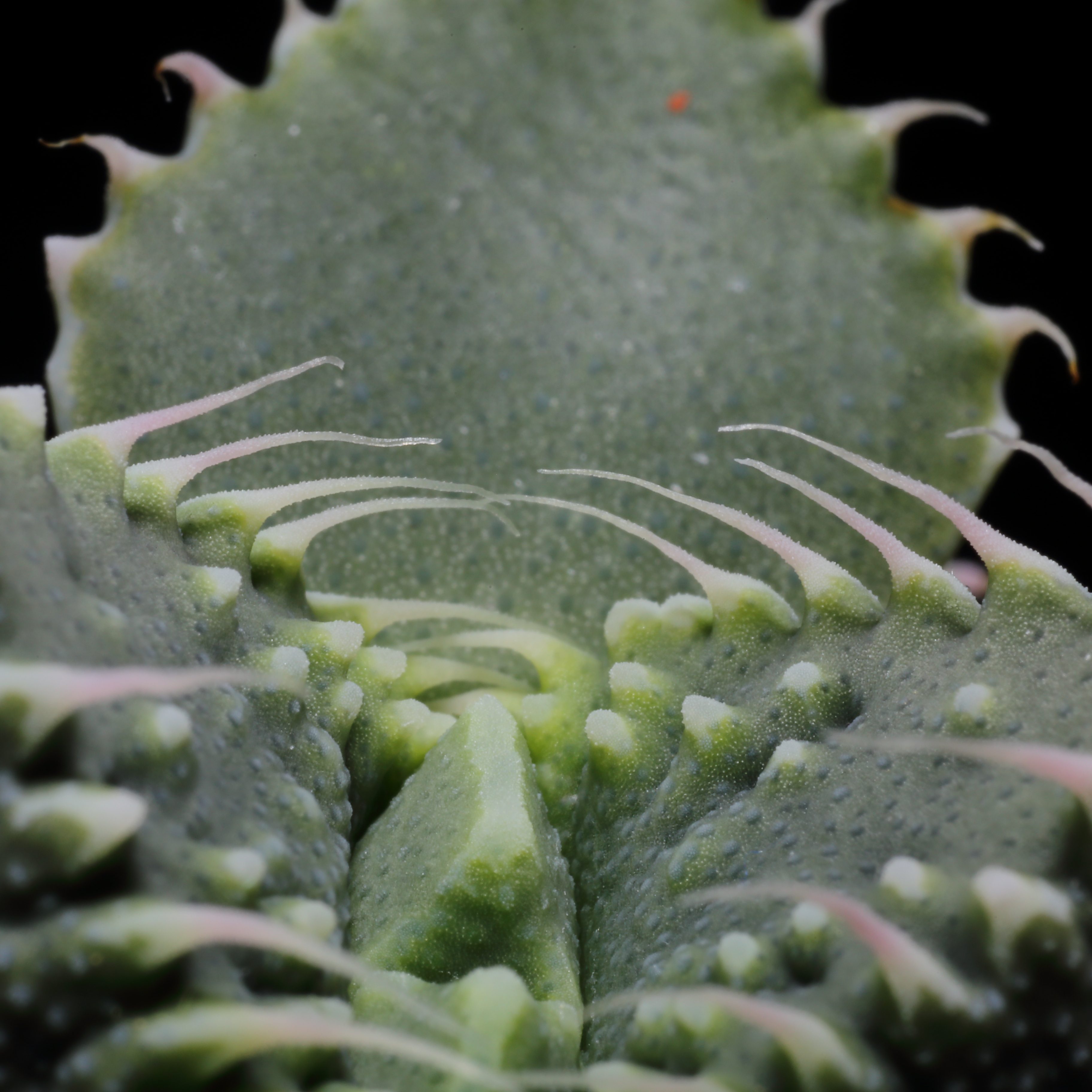
葉の拡大図。